# فن‌گرافز
FanGraphs.com وب‌سایتی است که توسط Fangraphs Inc اداره می‌شود؛ واقع در آرلینگتون، ویرجینیا است و توسط دیوید اپلمن ایجاد و اداره می‌شود. این وبسایت آمارهای مربوط به هر بازیکن در تاریخ لیگ برتر بیس بال را ارائه می‌دهد.
در ۱۸ سپتامبر ۲۰۰۹، شرکت Fangraphs یک اپلیکیشن آیفون را با مشارکت Hawk Ridge Consulting راه‌اندازی کرد که از آن زمان تاکنون متوقف شده‌است. Fangraphs تعدادی شریک محتوایی از جمله ESPN , SB Nation و Fanhouse دارد.